# Pharyngodictyon elongatum
Pharyngodictyon elongatum is een zakpijpensoort uit de familie van de Ritterellidae. De wetenschappelijke naam van de soort is voor het eerst geldig gepubliceerd in 1982 door Millar.